# Sprednja nazobčana mišica
Sprednja nazobčana mišica (latinsko musculus serratus anterior) poteka med rebri in lopatico. Izvira iz prvega do devetega rebra lateralne strani prsnega koša, ter se narašča na medialni rob lopatice (margo vertebralis scapulae).
Mišica abducira lopatico, jo poteza navzgor ter zunanje rotira.
Oživčuje jo živec thoracicus longus (C5 do C7).